# Escarpement

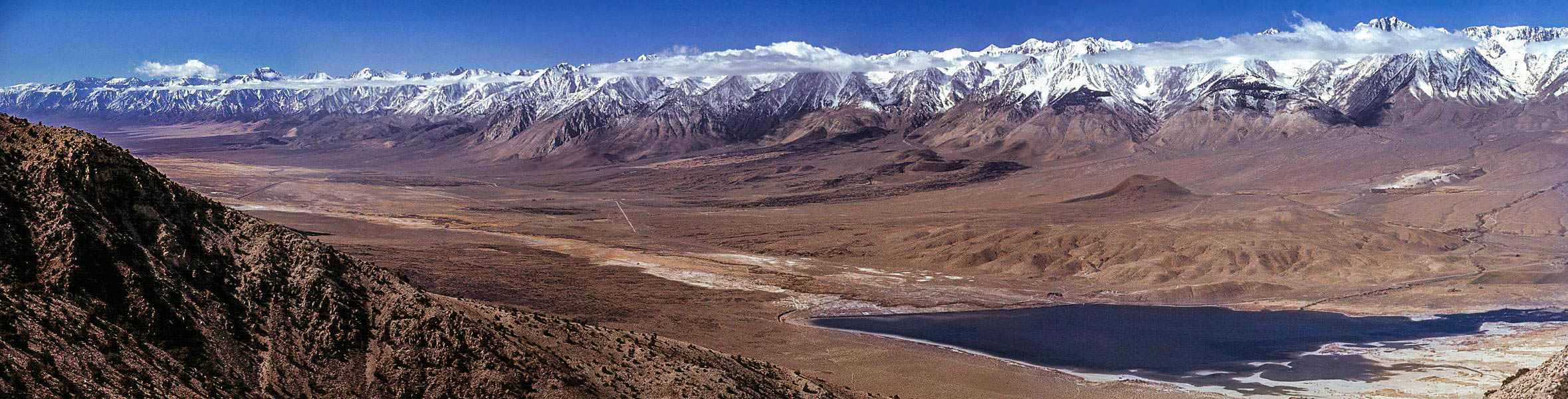
Escarpement de la Sierra californienne.

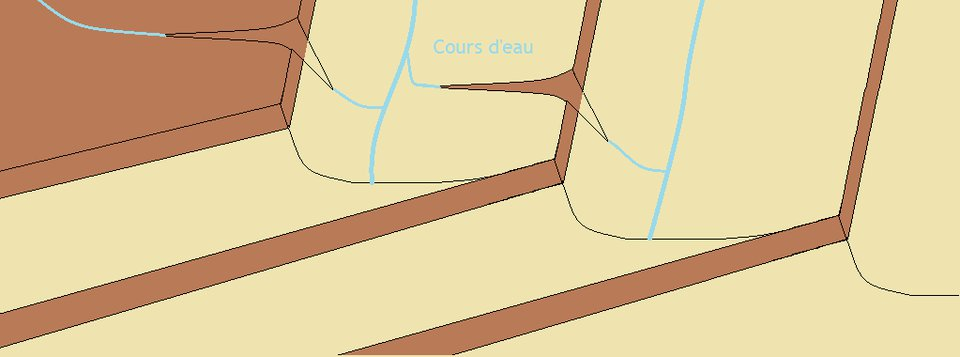
Coupe-section simplifiée d'une cuesta, parcourue par un cours d'eau. L'escarpement à corniche présente un profil convexe.

Un escarpement est un versant en pente raide qui limite une surface topographique plane (plateau, terrasse alluviale) ou inclinée (flanc de massif montagneux). En géomorphologie, cette pente est supérieure à 35°, ce qui distingue l'escarpement du talus.
Les escarpements se forment soit à la suite de l'effondrement du sol rocheux sur des couches de roches tendres, les couches inférieures s'érodant plus rapidement et formant un paysage au relief escarpé dû à l'érosion différentielle des roches sédimentaires ; soit en raison de mouvements verticaux de la croûte terrestre : lorsqu'une faille donne lieu à un escarpement, les géomorphologues parlent d'escarpement de faille (notamment les plaques tectoniques et le volcanisme qui forment des escarpements de faille visibles sur des linéaments). Mais ce dernier cas est assez rare car l'érosion entame le bloc soulevé dès la formation de la faille. L'escarpement de faille peut être atténué (l'érosion continentale formant un versant de profil convexe par abaissement de l'inclinaison de cet escarpement) ou hérité (érosion littorale à l'origine du recul de l'escarpement à partir des lignes de failles initiales), ou à la fois hérité et atténué. Cela se traduit par un escarpement transformé en versant continental convexe (érosion continentale) ou en falaise (érosion littorale qui réentaille périodiquement le versant convexe, en façonnant une falaise et un platier rocheux sur lequel écueils et récifs sont épargnés par l'érosion).
Un abrupt est un escarpement subvertical. 